# Джуліус Санг
Джуліус Санг (англ. Julius Sang; нар. 19 вересня 1948 — пом. 9 квітня 2004) — кенійський легкоатлет, який спеціалізувався в бігу на короткі та середні дистанції.

## Із життєпису
Олімпійський чемпіон в естафеті 4×400 метрів (1972).
Бронзовий олімпійський медаліст з бігу на 400 метрів (1972).
Учасник Олімпійських ігор-1968 (зупинився на поперердніх стадіях у бігу на 100 та 200 метрів).
Чемпіон Ігор Британської Співдружності в естафеті 4×400 метрів (1970, 1974).
Дружина — Текла Чемабваї — перша в історії кенійська легкоатлетка, яка взяла участь в Олімпійських іграх (1968).
Випускник Центрального університета Північної Кароліни.

## Основні міжнародні виступи
| Рік  | Змагання                                  | Місто      | Місце            | Дисципліна | Примітки         |
| ---- | ----------------------------------------- | ---------- | ---------------- | ---------- | ---------------- |
| 1966 | Ігри Британської імперії та Співдружності | Кінгстон   | 8                | довжина    |                  |
| 1968 | Олімпійські ігри                          | Мехіко     | 2заб6            | 100 м      |                  |
| 1968 | 1чф5                                      | 200 м      |                  |            |                  |
| 1970 | Ігри Британської Співдружності            | Единбург   | 8                | 200 м      | Відео на YouTube |
| 1970 | 8                                         | 400 м      |                  |            |                  |
| 1970 | 1                                         | 4×400 м    |                  |            |                  |
| 1972 | Олімпійські ігри                          | Мюнхен     | 3                | 400 м      | Відео на YouTube |
| 1972 | 1                                         | 4×400 м    | Відео на YouTube |            |                  |
| 1974 | Ігри Британської Співдружності            | Крайстчерч | 1                | 4×400 м    |                  |